# 小行星85168
小行星85168（85168 Albertacentenary）是一颗绕太阳运转的小行星，为主小行星带小行星。该小行星于1989年9月2日发现。
該小行星以加拿大艾伯塔省建省一百周年（Alberta Centenary）命名。

## 轨道参数
小行星85168的轨道半长轴为3.1856862 UA，离心率为0.254。